# Orehovec, Kostanjevica na Krki
Orehovec je naselje v Občini Kostanjevica na Krki.